# Liste der Biografien/Tal
Liste der Biografien |
Portal Biografien |
Personensuche
# |
A |
B |
C |
D |
E |
F |
G |
H |
I |
J |
K |
L |
M |
N |
O |
P |
Q |
R |
S |
T |
U |
V |
W |
X |
Y |
Z |
?
 
Ta |
Tc |
Te |
Tf |
Tg |
Th |
Ti |
Tj |
Tk |
Tl |
Tm |
To |
Tq |
Tr |
Ts |
Tu |
Tv |
Tw |
Tx |
Ty |
Tz
 
Taa |
Tab |
Tac |
Tad |
Tae |
Taf |
Tag |
Tah |
Tai |
Taj |
Tak |
Tal |
Tam |
Tan |
Tao |
Tap |
Taq |
Tar |
Tas |
Tat |
Tau |
Tav |
Taw |
Tax |
Tay |
Taz
Die Liste der Biografien führt alle Personen auf, die in der deutschsprachigen Wikipedia einen Artikel haben. Dieses ist eine Teilliste mit 466 Einträgen von Personen, deren Namen mit den Buchstaben „Tal“ beginnt.

## Tal
- Tal (* 1989), französische Sängerin
- Tal, Abraham (* 1931), rumänisch-israelischer Bibelwissenschaftler
- Tal, Alona (* 1983), israelische SchauspielerinAlona Tal (* 1983)

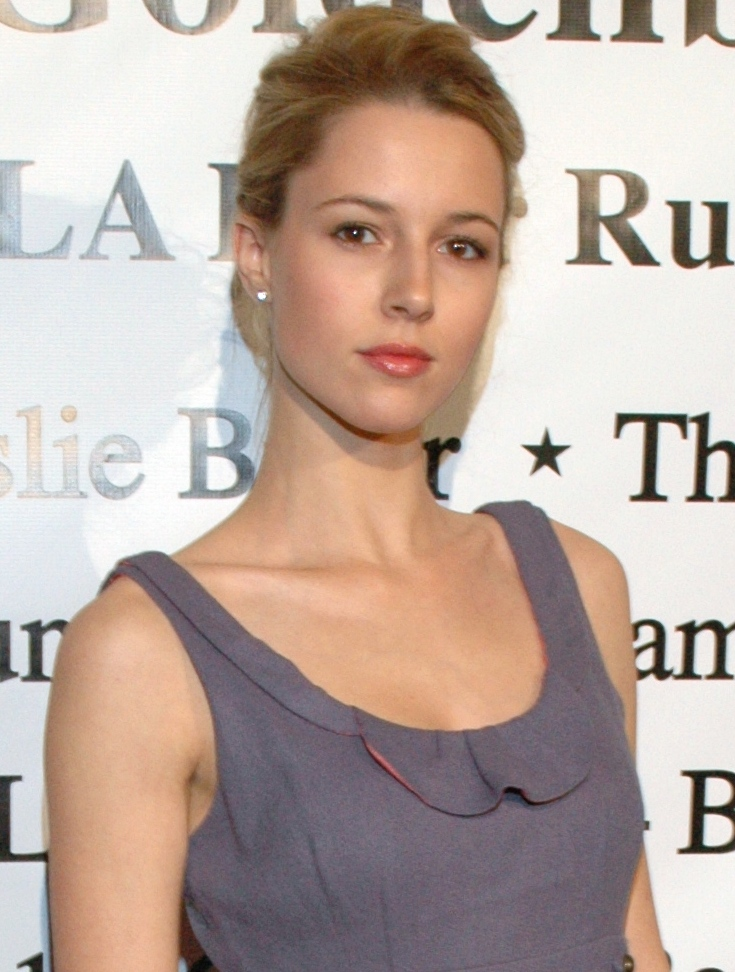
Alona Tal (* 1983)

- Tal, Erez (* 1961), israelischer Moderator
- Tal, Ernst Peter (1888–1936), österreichischer Verleger
- Tal, Idan (* 1975), israelischer Fußballspieler
- Tal, Israel (1924–2010), israelischer Generalmajor (Aluf), Militärtheoretiker und Leiter des Entwicklungsteams des Merkava-Kampfpanzers
- Tal, Josef (1910–2008), israelischer Komponist
- Tal, Lucy (1896–1995), österreichisch-US-amerikanische Verlegerin, Übersetzerin und Filmdramaturgin
- Tal, Michail (1936–1992), lettisch-sowjetischer Schachspieler und Schachweltmeister
- Tal, Omer (* 1992), israelischer Basketballspieler
- Tal, Shiraz (* 1974), israelisches Model
- Tal, Sidi (1912–1983), österreichisch-sowjetische Sängerin und Schauspielerin
- Tal, Uriel (1929–1984), israelischer Historiker
- Tal, Yaara (* 1955), israelische Pianistin
- Tal-Coat, Pierre (1905–1985), französischer Maler

### Tala
- Tala, Sameli (1893–1961), finnischer Langstreckenläufer
- Tala-oc, Jose Corazon Tumbagahan (* 1950), philippinischer Geistlicher, Bischof von Kalibo
- Talaa, Dorothea (* 1953), österreichische Archäologin
- Talaat, Amr (* 1961), ägyptischer Politiker und Ingenieur, Minister für Kommunikation und Informationstechnologie von Ägypten
- Talabani, Dschalal (1933–2017), irakisch-kurdischer Politiker und irakischer StaatspräsidentDschalal Talabani (1933–2017)

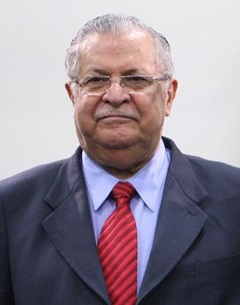
Dschalal Talabani (1933–2017)

- Talabani, Mukarram (1923–2025), irakisch-kurdischer Politiker und Kommunist
- Talabani, Qubad (* 1977), irakischer Politiker, Repräsentant der Regionalregierung Kurdistan in den Vereinigten Staaten
- Talabani, Reza (1835–1910), kurdischer Dichter
- Talabardon, Susanne (* 1965), deutsche Judaistin
- Talabardon, Yannick (* 1981), französischer Radrennfahrer
- Talabi, Adeyemi (* 2002), irische Sprinterin
- Talabi, Wole (* 1986), nigerianischer Science-Fiction-Schriftsteller, Ingenieur und Herausgeber
- Talabidi, Malik (* 2001), deutsch-togoischer Fußballspieler
- Talabot, Paulin (1799–1885), französischer Ingenieur, Eisenbahnpionier, Bergbauunternehmer, Bankier und Politiker, Mitglied der Nationalversammlung
- Talachadse, Lascha (* 1993), georgischer GewichtheberLascha Talachadse (* 1993)
- Talachamani, nubischer König

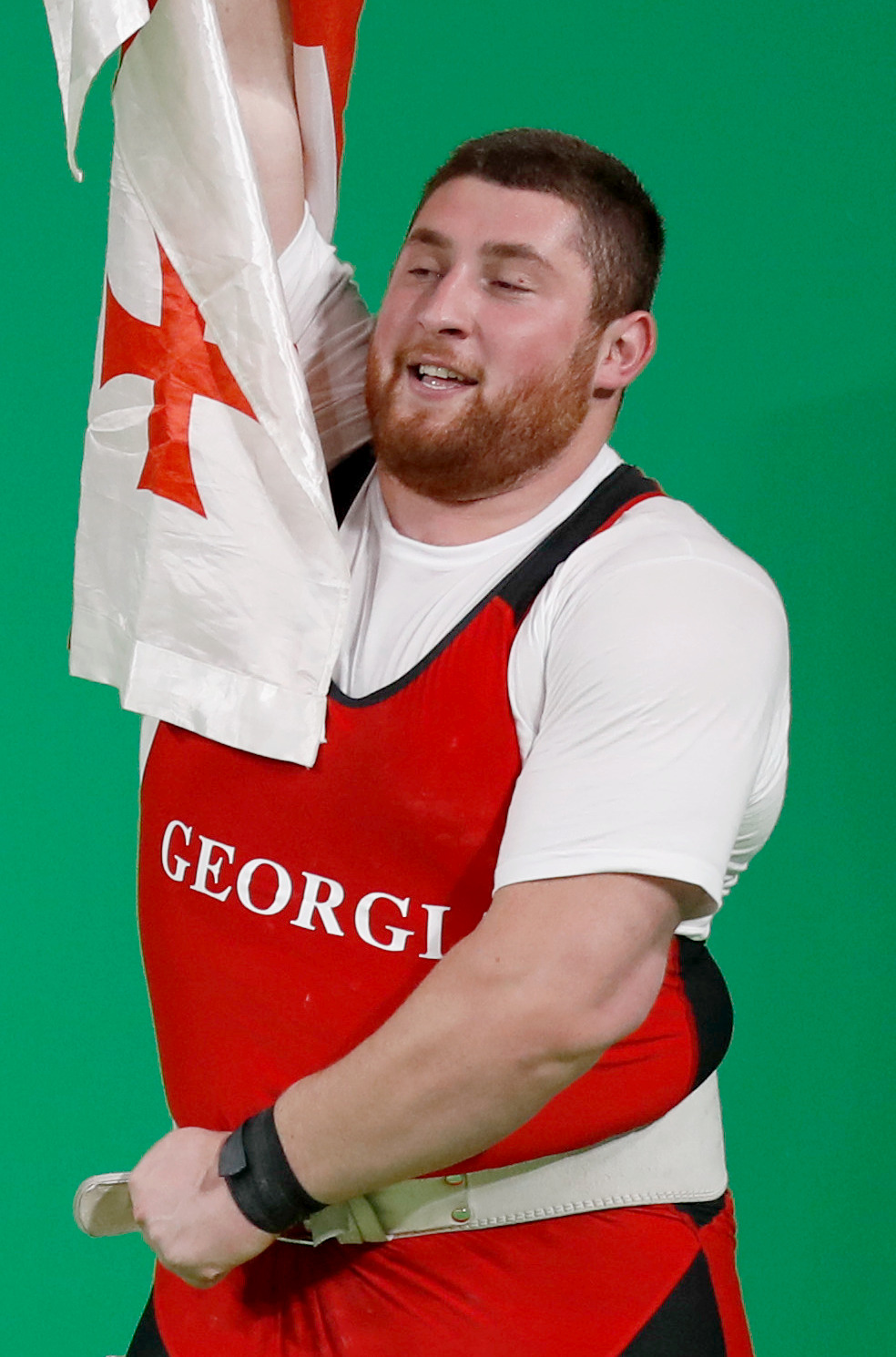
Lascha Talachadse (* 1993)

- Talaee, Mohammad (* 1973), iranischer Ringer
- Talafous, Dean (* 1953), US-amerikanischer Eishockeyspieler und -trainer
- Talageri, Shrikant G. (* 1958), indischer Autor
- Talagi, Sisilia (* 1952), Politikerin und Diplomatin von Niue
- Talagi, Toke (1951–2020), niueanischer Politiker und Ministerpräsident
- Talagrand, Michel (* 1952), französischer Mathematiker
- Tala'i ibn Ruzzik (1102–1161), Wesir des Kalifats der Fatimiden in Ägypten
- Talai, Amir (* 1977), US-amerikanischer Schauspieler, Sänger, Synchronsprecher und Schriftsteller
- Talai, Dariush (* 1953), iranischer Tar- und Setarspieler, Komponist, Musikwissenschaftler und -pädagoge
- Talairach, Jean (1911–2007), französischer Neurochirurg und Hirnforscher
- Talaj, Alina (* 1989), belarussische Hürdenläuferin
- Tałaj, Marian (* 1950), polnischer Judoka
- Talaja, Silvija (* 1978), kroatische Tennisspielerin
- Talake, Koloa (1934–2008), tuvaluischer Politiker
- Talal (1909–1972), jordanischer Adeliger, König von Jordanien
- Talal ibn Abd al-Aziz (1931–2018), saudi-arabischer Prinz aus dem Hause Saud und der 21. Sohn des Staatsgründers von Saudi-Arabien, Abd al-Aziz ibn Saud
- Talal, Amine (* 1996), marokkanischer Fußballspieler
- Talalajew, Andrei Wiktorowitsch (* 1972), russischer Fußballspieler und Trainer
- Talalajewa, Ljubow Andrejewna (1953–2021), sowjetische Ruderin
- Talalay, Paul (1923–2019), US-amerikanischer Pharmakologe
- Talalay, Rachel (* 1958), US-amerikanische Filmregisseurin, -produzentin und Drehbuchautorin
- Talalichin, Wiktor Wassiljewitsch (1918–1941), sowjetischer PilotWiktor Wassiljewitsch Talalichin (1918–1941)

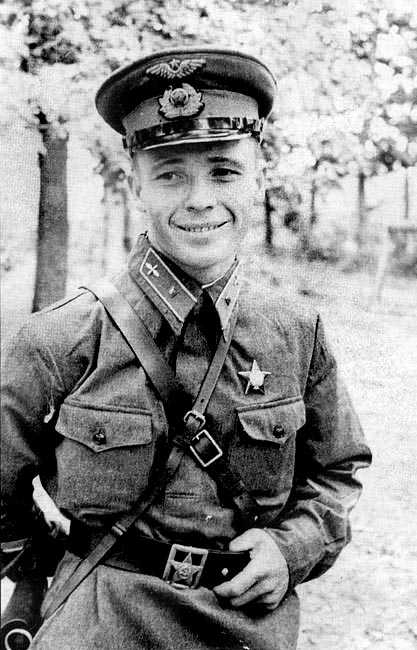
Wiktor Wassiljewitsch Talalichin (1918–1941)

- Talalla, Albert Sextus (* 1933), malaysischer Diplomat
- Talamante, María Mercedes (* 1994), mexikanische Leichtathletin
- Talamás Camandari, Manuel (1917–2005), mexikanischer Geistlicher, römisch-katholischer Bischof von Ciudad Juárez
- Talamayan, Diosdado Aenlle (* 1932), philippinischer Geistlicher, emeritierter Erzbischof von Tuguegarao
- Talamillo, José Luis (1933–1965), spanischer Radrennfahrer
- Talamoni, Jean-Guy (* 1960), französischer Politiker der Partei Korsika Libera und korsischer Nationalist
- Talamonti, Rinaldo (* 1947), italienischer Schauspieler und Gastronom
- Talancón, Ana Claudia (* 1980), mexikanische Schauspielerin
- Talani, Naïma (* 1991), französische Fußballspielerin
- Talankin, Igor Wassiljewitsch (1927–2010), russischer Filmregisseur und Drehbuchautor
- Talanowa, Nadeschda Alexandrowna (* 1967), russische Biathletin
- Talansky, Andrew (* 1988), US-amerikanischer Straßenradrennfahrer
- Talansky, Morris (1933–2025), US-amerikanischer Unternehmer
- Talantow, Dmitri Nikolajewitsch (* 1960), russischer Rechtsanwalt
- Talapan, Viorel (* 1972), rumänischer Ruderer
- Talarczyk, Mieszko (1974–2004), schwedischer Musiker, Gitarrist und Sänger der Band Nasum
- Talas, Onni (1877–1958), finnischer Politiker, Diplomat, Mitglied des Reichstags und Justizminister
- Talasch, Wassil (1845–1946), sowjetischer Partisan
- Talash, Manizha (* 2002), afghanische Breakdancerin
- Talaslahti, Katriina (* 2000), finnische Fußballtorhüterin
- Talaszus, Horst (1936–2020), deutscher Fußballspieler
- Talât Pascha (1874–1921), türkischer PolitikerTalât Pascha (1874–1921)

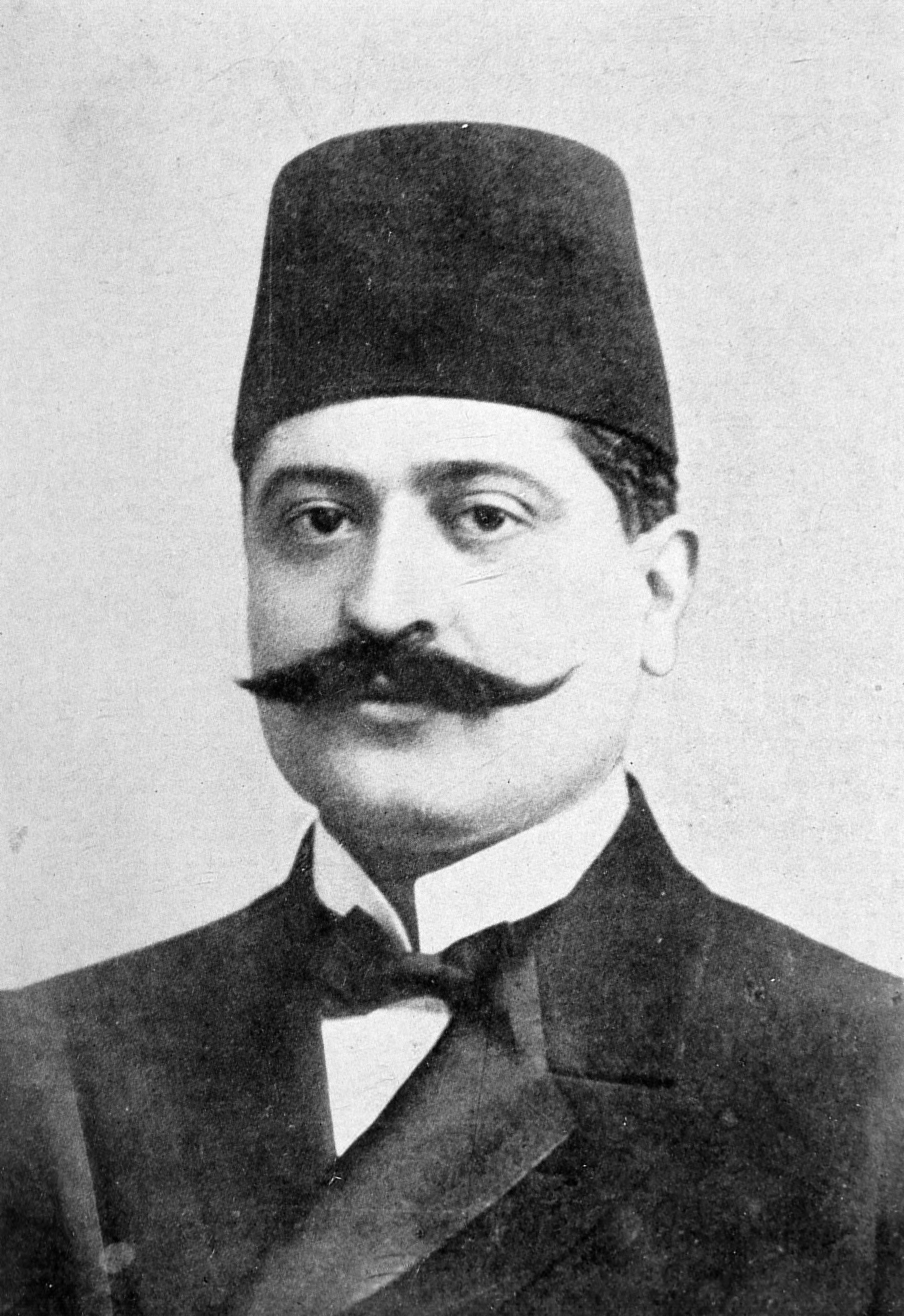
Talât Pascha (1874–1921)

- Talât, Mehmet Ali (* 1952), türkisch-zyprischer Politiker, Vorsitzender der Cumhuriyetçi Türk Partisi, Präsident der Türkischen Republik Nordzypern (2005–2010)
- Talati, Shuchi, indische Filmemacherin
- Talatou, Boubacar (* 1987), nigrischer Fußballspieler
- Talaulicar, Till (* 1972), deutscher Wirtschaftswissenschaftler und Hochschullehrer
- Talavera Ramírez, Carlos (1923–2006), mexikanischer Geistlicher und römisch-katholischer Bischof von Coatzacoalcos
- Talavera, Alfredo (* 1982), mexikanischer Fußballtorhüter
- Talavera, Hernando de († 1507), spanischer Bischof und Politiker
- Talavera, José Ángel (* 1950), mexikanischer Fußballspieler
- Talavera, Natalicio (1839–1867), Journalist, Erzähler, Dichter, Soldat und Kriegskorrespondent des Tripel-Allianz-Kriegs
- Talaverano Gallegos, Fernando († 1619), spanischer Jurist, vorübergehend Gouverneur von Chile
- Talay, İstemihan (* 1945), türkischer Politiker
- Talay, Shabo (* 1968), deutscher Orientalist und Semitist
- Talay, Türkiz (* 1974), deutsche Schauspielerin
- Talay, Ufuk (* 1976), australischer Fußballspieler
- Talayesva, Don C. (* 1890), Hopi-Intellektueller
- Talazac, Jean-Alexandre (1851–1896), französischer Opernsänger (Tenor)
- Talazac, Odette (1883–1948), französische Schauspielerin
- Talazko, Karl (1897–1945), deutscher evangelischer Pfarrer

### Talb
- Talbar, Adin (1921–2013), israelischer Sportfunktionär
- Talberg, Ruben (* 1964), deutsch-israelischer Maler und Bildhauer
- Talbert, Bill (1918–1999), US-amerikanischer Tennisspieler
- Talbert, David E. (* 1966), US-amerikanischer Filmregisseur und Filmproduzent
- Talbert, Don (* 1939), US-amerikanischer American-Football-Spieler
- Talbert, Jordan (* 1991), US-amerikanischer Basketballspieler
- Talbert, Melvin George (1934–2023), US-amerikanischer methodistischer Bischof
- Talbert, Renee, US-amerikanische Schauspielerin
- Talbert, Tom (1924–2005), US-amerikanischer Jazzpianist, Bandleader, Komponist und Arrangeur
- Talbert, W. Jasper (1846–1931), US-amerikanischer Politiker
- Talbi, Chemsdine (* 2005), belgischer Fußballspieler
- Talbi, Mohamed (1921–2017), tunesischer Historiker, Hochschullehrer und islamischer Denker
- Talbi, Montassar (* 1998), französisch-tunesischer Fußballspieler
- Talbi, Schalimar (* 2000), belarussische Tennisspielerin
- Talbi, Zouhair (* 1995), marokkanischer Leichtathlet
- Talbot of Grafton, Gilbert († 1518), englischer Adliger und Militär
- Talbot Rice, David (1903–1972), britischer Kunsthistoriker und Byzantinist
- Talbot Rice, Tamara (1904–1993), britische Kunsthistorikerin
- Talbot, Ankaret, 6. Baroness Talbot (1416–1421), englische Adlige
- Talbot, Arthur (* 1874), englischer Fußballspieler
- Talbot, Brian (* 1953), englischer Fußballspieler und -trainer
- Talbot, Byron (* 1964), südafrikanischer Tennisspieler
- Talbot, Cam (* 1987), kanadischer Eishockeytorwart
- Talbot, Carl Gustav (1829–1899), deutscher Waggonfabrikant
- Talbot, Catherine (1721–1770), britische Schriftstellerin
- Talbot, Charles, 1. Baron Talbot of Hensol (1685–1737), britischer Jurist, Politiker, Mitglied des House of Commons und Lordkanzler
- Talbot, Charles, 1. Duke of Shrewsbury (1660–1718), britischer Politiker und Adliger
- Talbot, Christopher Rice Mansel (1803–1890), walisischer Politiker, Mitglied des House of Commons, Industrieller und Adliger
- Talbot, Connie (* 2000), britische SängerinConnie Talbot (* 2000)

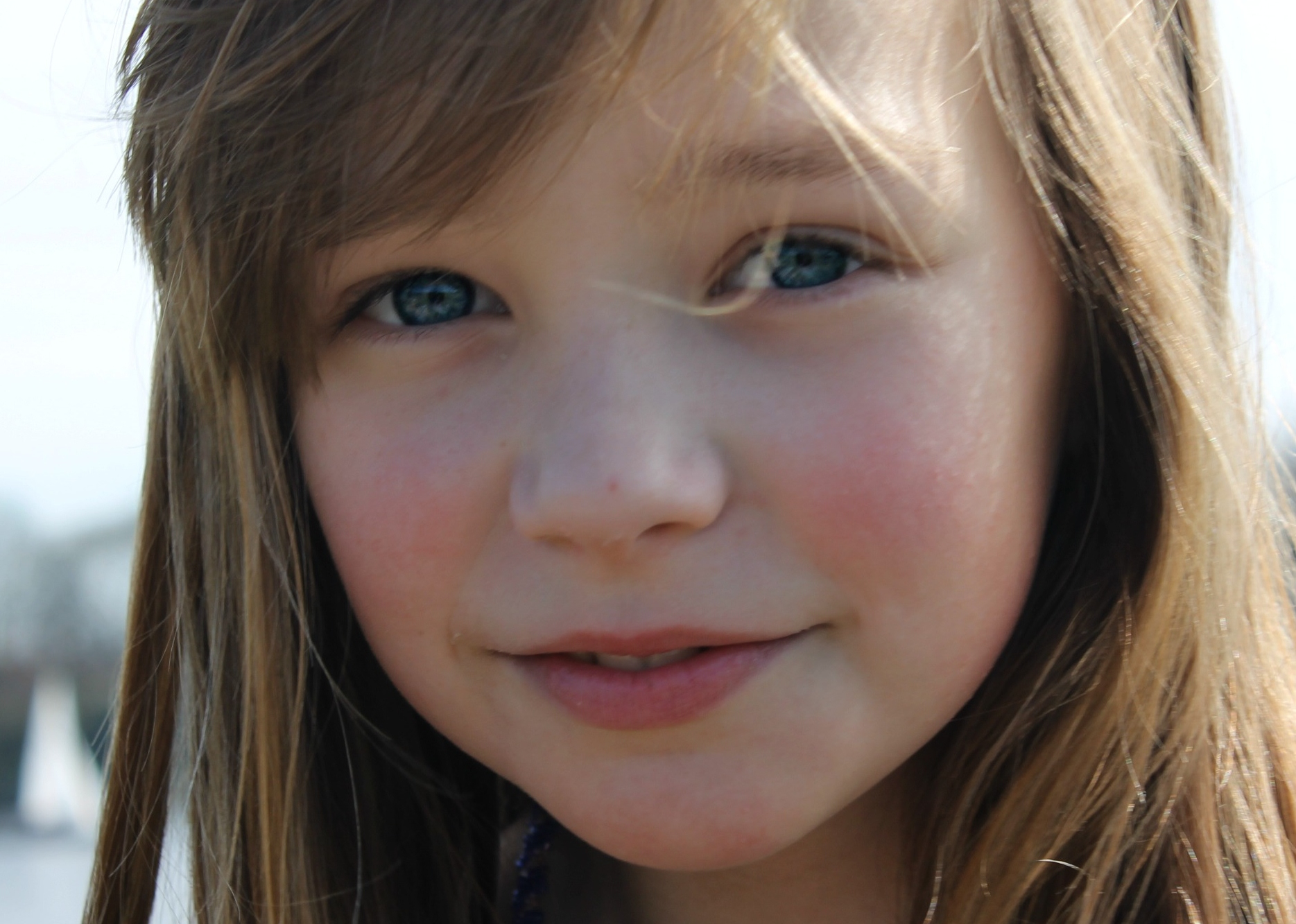
Connie Talbot (* 2000)

- Talbot, Daniel (* 1991), britischer Sprinter
- Talbot, David (* 1951), US-amerikanischer Journalist
- Talbot, Dennis (* 1954), australischer Boxer
- Talbot, Derek (* 1947), englischer Badmintonspieler
- Talbot, Don (1933–2020), australischer Schwimmtrainer
- Talbot, Dorothy Amaury (1871–1916), britische Ethnographin, Autorin, Pflanzensammlerin und wissenschaftliche Illustratorin
- Talbot, Eleonore († 1468), Mätresse von König Eduard IV. von England
- Talbot, Emily (1840–1918), britische Industrielle und Mäzenin
- Talbot, Francis, 5. Earl of Shrewsbury (1500–1560), englischer Peer
- Talbot, Franz Josef (* 1955), deutscher Denkmalpfleger, Kunsthistoriker und Architekt
- Talbot, Fred (1885–1959), englischer Fußballspieler
- Talbot, Gary (1937–2019), englischer Fußballspieler
- Talbot, Georg (1864–1948), deutscher Eisenbahningenieur und Unternehmer
- Talbot, George, 4. Earl of Shrewsbury (1468–1538), englischer Adliger
- Talbot, George, 6. Earl of Shrewsbury († 1590), englischer Adliger
- Talbot, Gilbert, 1. Baron Talbot (1276–1346), englischer Adliger
- Talbot, Gilbert, 5. Baron Talbot (1383–1418), englischer Adliger und Militär
- Talbot, Heidi (* 1980), irische Folksängerin und Songwriterin
- Talbot, Henry Paul (1864–1927), US-amerikanischer Chemiker
- Talbot, Humphrey († 1493), englischer Ritter
- Talbot, Irvin (1894–1973), US-amerikanischer Dirigent von Filmmusik
- Talbot, Isham (1773–1837), britisch-amerikanischer Jurist und Politiker der Demokratisch-Republikanischen Partei
- Talbot, Jean-Guy (1932–2024), kanadischer Eishockeyspieler und -trainer
- Talbot, Jean-Pierre (* 1943), belgischer SchauspielerJean-Pierre Talbot (* 1943)

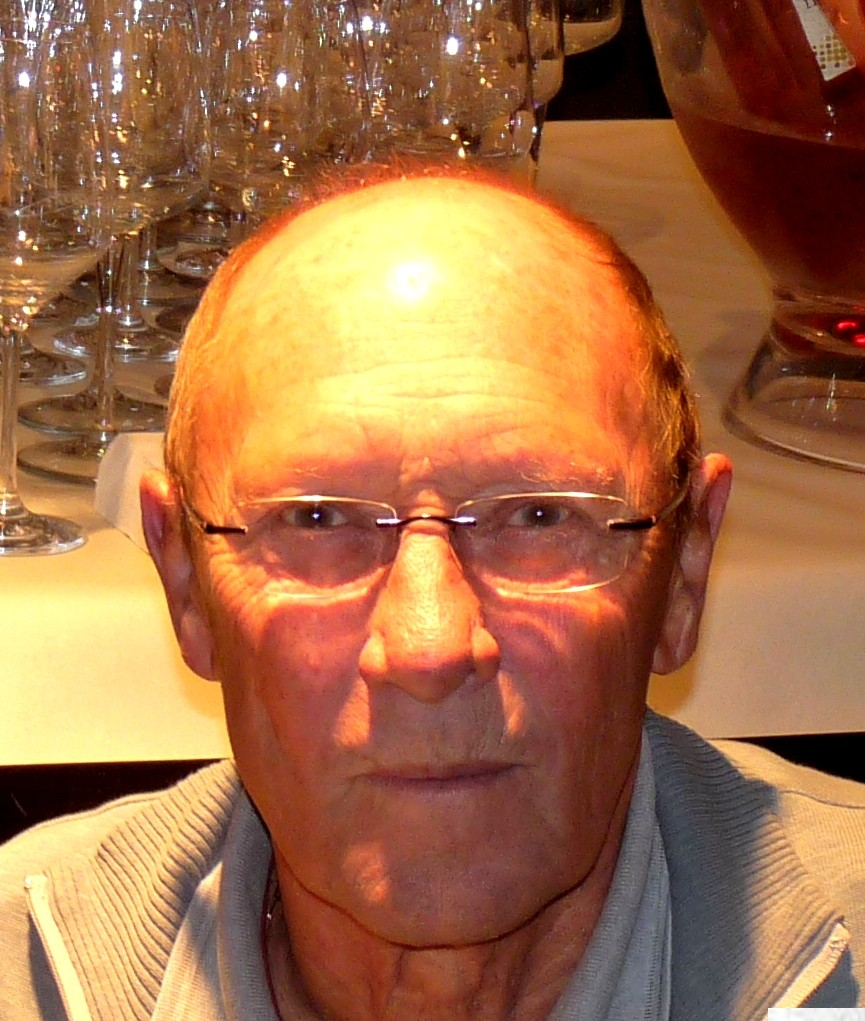
Jean-Pierre Talbot (* 1943)

- Talbot, Joby (* 1971), britischer Komponist
- Talbot, John († 1778), britischer Politiker
- Talbot, John Michael (* 1954), US-amerikanischer Mönch, Liedermacher und Gitarrist
- Talbot, John, 1. Earl of Shrewsbury (1384–1453), englischer Feldherr des Hundertjährigen KriegesJohn Talbot, 1. Earl of Shrewsbury (1384–1453)

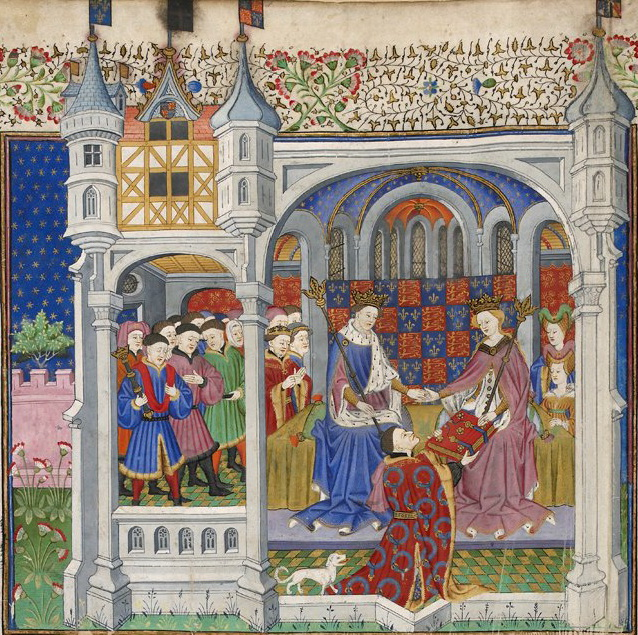
John Talbot, 1. Earl of Shrewsbury (1384–1453)

- Talbot, John, 1. Viscount Lisle († 1453), englischer Adliger und Militär
- Talbot, John, 2. Earl of Shrewsbury († 1460), englischer Adliger und Militär, Lord Chancellor von Irland und Lord High Treasurer
- Talbot, John, 3. Earl of Shrewsbury (1448–1473), englischer Adliger
- Talbot, Joseph E. (1901–1966), US-amerikanischer Politiker
- Talbot, Josie (* 1996), australische Straßenradsportlerin
- Talbot, Julian (* 1985), kanadischer Eishockeyspieler
- Talbot, Kathrine (1921–2006), britische Schriftstellerin
- Talbot, Kenneth (1920–1993), britischer Kameramann
- Talbot, Kristen (* 1970), US-amerikanische Eisschnellläuferin
- Talbot, Lee Merriam (1930–2021), US-amerikanischer Ökologe und Geograph
- Talbot, Liam (* 1981), australischer Autorennfahrer
- Talbot, Lyle (1902–1996), US-amerikanischer Schauspieler
- Talbot, Marion (1858–1948), US-amerikanische Sozialwissenschaftlerin und Hochschullehrerin
- Talbot, Mary (1903–1990), US-amerikanische Entomologin
- Talbot, Mary Anne (1778–1808), britische Matrosin und Soldatin
- Talbot, Matthew (1762–1827), US-amerikanischer Politiker
- Talbot, Maxime (* 1984), kanadischer Eishockeyspieler
- Talbot, Michael (* 1943), britischer Musikwissenschaftler und Komponist
- Talbot, Michael (1953–1992), amerikanischer Schriftsteller
- Talbot, Mick (* 1958), britischer Musiker und KeyboarderMick Talbot (* 1958)

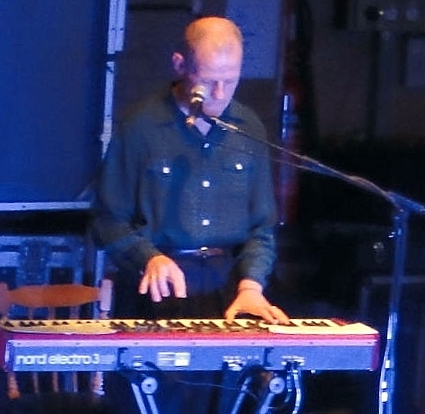
Mick Talbot (* 1958)

- Talbot, Mignon (1869–1950), US-amerikanische Paläontologin und Geologin
- Talbot, Milo, 7. Baron Talbot of Malahide (1912–1973), britischer Diplomat, Peer
- Talbot, Nita (* 1930), US-amerikanische Schauspielerin
- Talbot, P. Amaury (1877–1945), britischer Beamter, Botaniker, Anthropologe und Afrikaforscher
- Talbot, Phillips (1915–2010), US-amerikanischer Journalist, Assistant Secretary of State der USA und Botschafter
- Talbot, Ray Herbert (1896–1955), US-amerikanischer Politiker
- Talbot, Reginald (1841–1929), britischer Generalmajor und Mitglied des House of Commons, Gouverneur von Victoria
- Talbot, Richard (1896–1987), deutscher Eisenbahnfabrikant und Präsident der IHK Aachen
- Talbot, Richard, 1. Earl of Tyrconnell (1630–1691), irischer katholisch-royalistischer Adliger, Lord Deputy of Ireland
- Talbot, Richard, 2. Baron Talbot († 1356), englischer Adliger, Richter und Militär
- Talbot, Robert (1893–1954), kanadischer Violinist, Musikpädagoge und Komponist
- Talbot, Ryan (* 2000), US-amerikanischer Zehnkämpfer
- Talbot, Silas (1751–1813), US-amerikanischer Offizier und Politiker
- Talbot, Thomas (1818–1886), US-amerikanischer Politiker
- Talbot, Thomas Mansel (1747–1813), britischer Landadliger und Kunstsammler
- Talbot, Walter Richard (1909–1977), US-amerikanischer Mathematiker und Hochschullehrer
- Talbot, William Henry Fox (1800–1877), britischer Orientalist, Fotopionier und UniversalgelehrterWilliam Henry Fox Talbot (1800–1877)

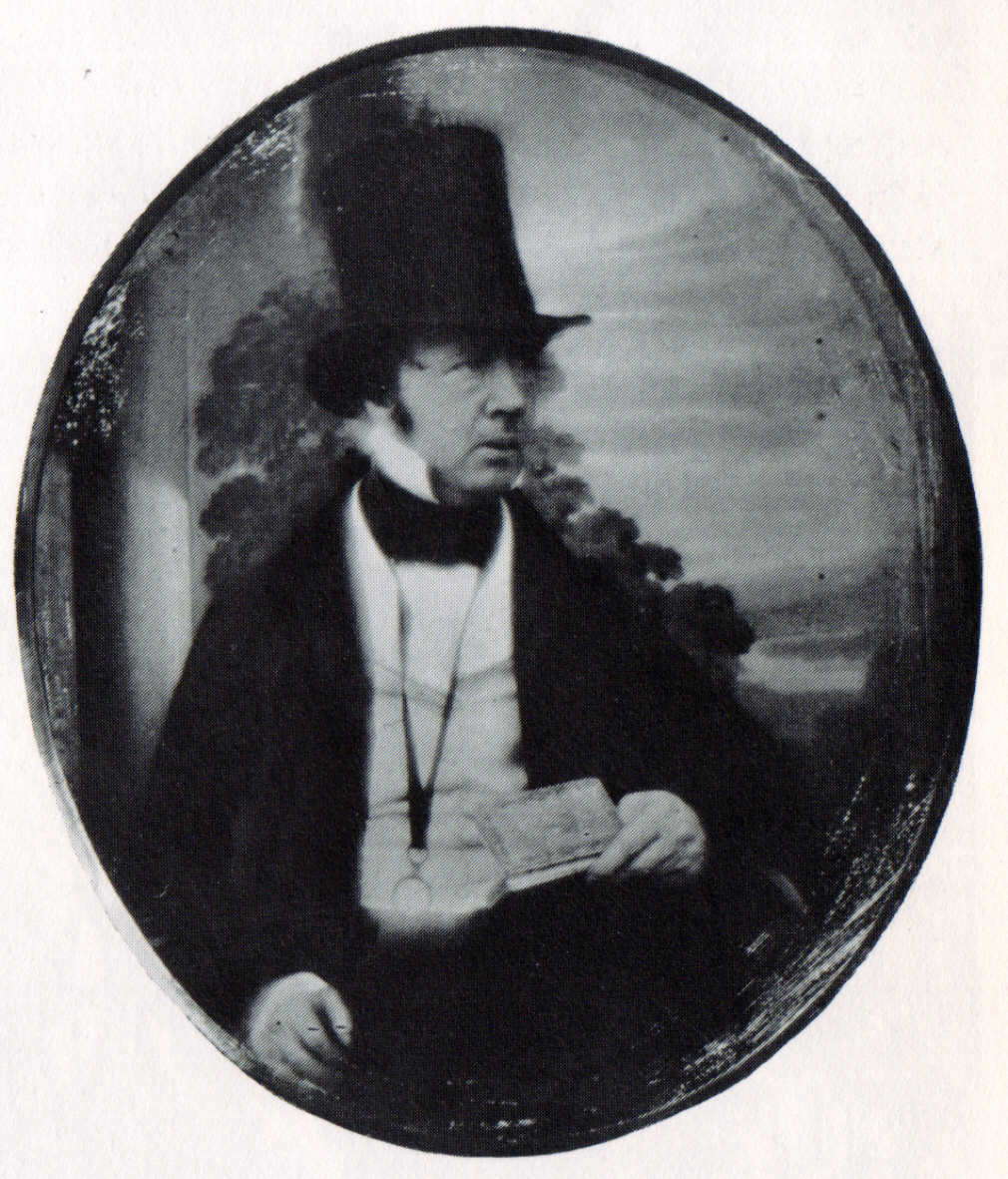
William Henry Fox Talbot (1800–1877)

- Talbot, William, Earl Talbot (1710–1782), britischer Adliger und Politiker
- Talbott, Albert G. (1808–1887), US-amerikanischer Politiker
- Talbott, Gloria (1931–2000), US-amerikanische Schauspielerin
- Talbott, Joshua Frederick Cockey (1843–1918), US-amerikanischer Politiker
- Talbott, Lee (1887–1954), US-amerikanischer Leichtathlet und Ringer
- Talbott, Michael (* 1955), US-amerikanischer Schauspieler
- Talbott, Nathan (* 1984), englischer Fußballspieler
- Talbott, Orwin C. (1918–2011), US-amerikanischer Offizier, Generalleutnant der US Army
- Talbott, Strobe (* 1946), US-amerikanischer Diplomat, Politiker und Politikwissenschaftler
- Talbourdet, Georges (1951–2011), französischer Radrennfahrer
- Talboys, Brian (1921–2012), neuseeländischer Politiker
- Talboys, Steve (1966–2019), englischer Fußballspieler

### Talc
- Talchi, Vera (1934–2024), französische Schauspielerin italienischer Herkunft
- Talcott, Andrew (1797–1883), US-amerikanischer Ingenieur
- Talcott, Burt L. (1920–2016), US-amerikanischer Politiker
- Talcott, Charles A. (1857–1920), US-amerikanischer Politiker
- Talcott, Eliza (1836–1911), amerikanische Missionarin
- Talcott, Joseph (1669–1741), britischer Pastor, Richter und Gouverneur der Colony of Connecticut
- Talcott, Lucy (1899–1970), US-amerikanische Klassische Archäologin
- Talcott, Samuel A. (1789–1836), US-amerikanischer Jurist und Politiker

### Tale
- Taleb Abu Arar (* 1967), israelischer Politiker der Vereinigten Arabischen Liste
- Taleb, Brahim (* 1982), marokkanischer Hindernisläufer
- Taleb, Nassim Nicholas (* 1960), US-amerikanischer PhilosophNassim Nicholas Taleb (* 1960)

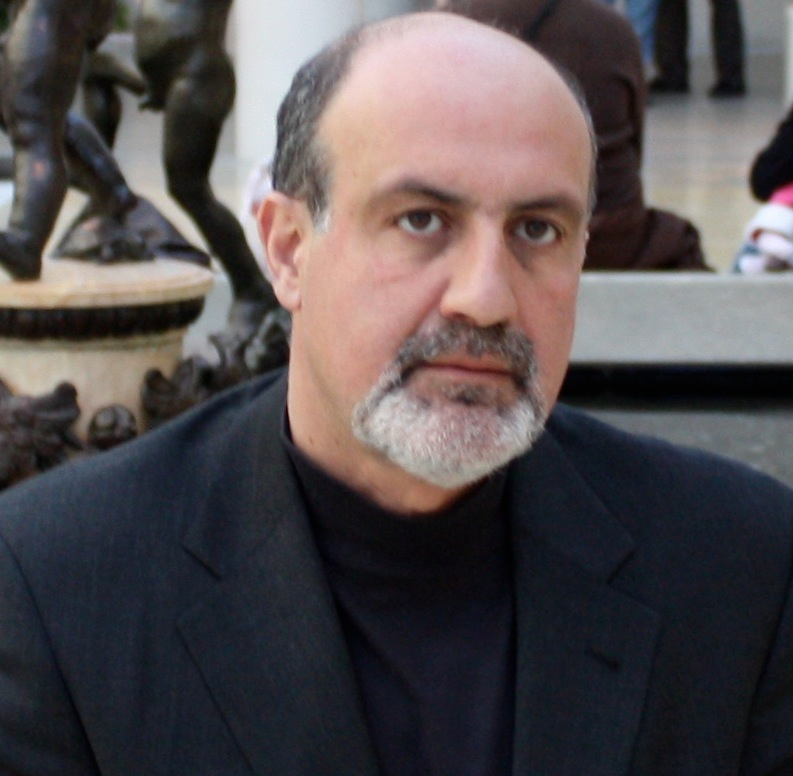
Nassim Nicholas Taleb (* 1960)

- Taleb, Rauand (* 1992), deutscher Schauspieler kurdischer Herkunft
- Taleb, Youssef Sabri Abu (1929–2008), ägyptischer General und Politiker
- Talebi, Aboutaleb (1945–2008), iranischer Ringer
- Talebloo, Vahid (* 1982), iranischer Fußballtorhüter
- Taleei, Mir Mohammad (* 2002), iranischer Sprinter
- Taleghani, Azam (1943–2019), iranische Politikerin, Mitglied des iranischen Parlaments
- Taleghani, Mahmud († 1979), schiitischer Theologe und Reformgeistlicher des Iran
- Taleides, attischer Töpfer
- Taleides-Maler, attischer Vasenmaler
- Talel, Wilberforce (* 1980), kenianischer Langstreckenläufer
- Talen, John (* 1965), niederländischer Radrennfahrer
- Talens, Anna (* 1978), spanische bildende Künstlerin
- Talent, Jim (* 1956), amerikanischer Politiker
- Talenti, Francesco († 1369), italienischer Architekt und Bildhauer
- Talenti, Pier F. (* 1925), US-amerikanischer Philanthrop und Landwirtschaftsingenieur
- Talerico, Mia (* 2008), US-amerikanische Schauspielerin
- Talesa von Aragonien, spanische Edelfrau
- Talese, Gay (* 1932), US-amerikanischer Journalist und Autor
- Talesi Honolulu, Teniku, tuvaluische Politikerin
- Taleski, Filip (* 1996), nordmazedonischer Handballspieler
- Talesnik, Ricardo (* 1935), argentinischer Schriftsteller und Schauspieler
- Talew, Dimitar (1898–1966), bulgarischer Schriftsteller
- Taleyarkhan, Rusi P. (* 1953), indisch-amerikanischer Physiker

### Talf
- Talfāh, Adnān Chairallāh (1941–1989), irakischer General und Verteidigungsminister
- Talfāh, Chairallāh (1910–1993), irakischer Politiker, „graue Eminenz“ des Takriti-Clans
- Talfah, Sadschida (* 1936), erste Frau und Cousine von Saddam HusseinSadschida Talfah (* 1936)

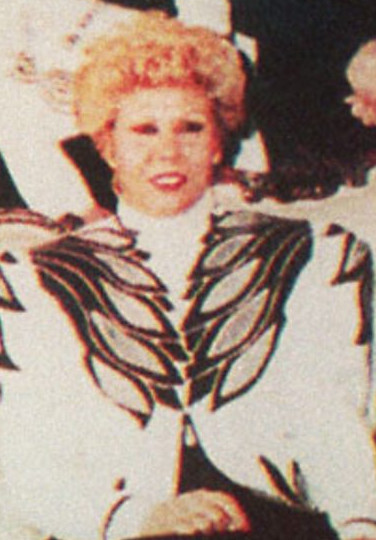
Sadschida Talfah (* 1936)

- Talford, Calvin (* 1968), US-amerikanischer Basketballspieler
- Talfourd, Thomas Noon (1795–1854), britischer Politiker, Mitglied des House of Commons, Richter und Autor

### Talg
- Talgorn, Frédéric (* 1961), französischer Komponist

### Talh
- Talha ibn ʿUbaidallāh († 656), islamischer Prophetengefährte und shura-Mitglied
- Talhami, Chuck (1935–2013), US-amerikanischer Boxtrainer
- Talheim, Hans von († 1534), württembergischer Adliger und Soldat
- Talhi, Dschadullah Azzuz at- (1939–2024), libyscher Politiker, Premierminister von Libyen (1986–1987)
- Talhoff, Albert (1888–1956), Schweizer Schriftsteller und Choreograph
- Talhoffer, Hans, deutscher Lohnkämpfer, Schirmmeister (Fechtmeister) und Verfasser von FechthandschriftenHans Talhoffer

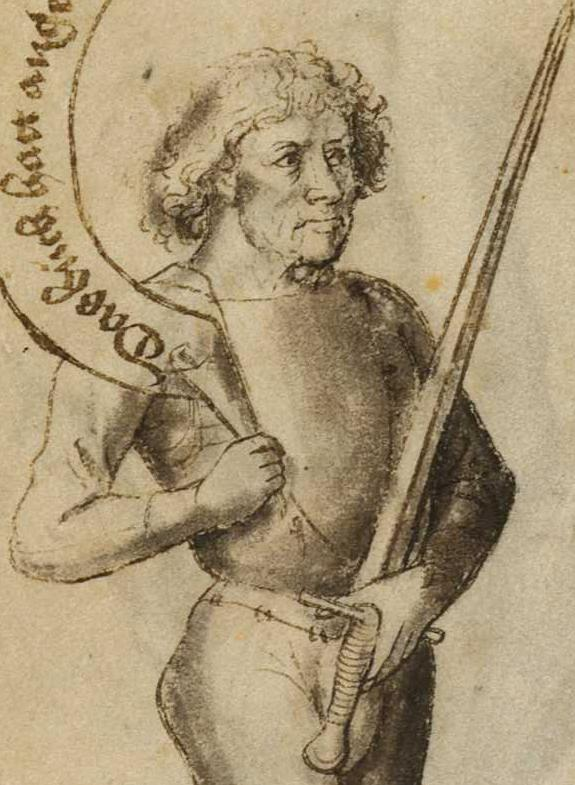
Hans Talhoffer

- Talhorst, Elke (* 1945), deutsche Politikerin (SPD), MdL
- Talhuni, Bahdschat at- (1913–1994), jordanischer Politiker und viermaliger Ministerpräsident Jordaniens

### Tali
- Tali, Anu (* 1972), estnische Dirigentin
- Tali’a, Raschid (1877–1926), Premierminister des Königreichs Jordanien
- Taliaferro, Al (1905–1969), US-amerikanischer Comiczeichner
- Taliaferro, Benjamin (1750–1821), US-amerikanischer Politiker
- Taliaferro, James (1847–1934), US-amerikanischer Politiker (Demokratische Partei)
- Taliaferro, John (1768–1852), US-amerikanischer Politiker
- Taliaferro, Robert Catesby (1907–1989), US-amerikanischer Wissenschaftshistoriker, Altphilologe und Philosoph
- Taliaferro, William Booth (1822–1898), General der Konföderierten Staaten
- Taliani de Marchio, Francesco Maria (1887–1968), italienischer Diplomat
- Taliani, Corrado (* 1930), italienischer Diplomat
- Taliani, Emidio (1838–1907), italienischer Kardinal
- Taliansky, Leonie (1875–1942), österreichische Theater- und Stummfilmschauspielerin
- Talib, Abu (1939–2009), US-amerikanischer Bluesmusiker
- Talib, Aqib (* 1986), US-amerikanischer American-Football-Spieler
- Talib, Gurbachan Singh (1911–1986), indischer Sikh-Gelehrter und Schriftsteller
- Talib, Nadschi (1917–2012), irakischer General und Politiker
- Talıbov, Vasif (* 1960), aserbaidschanischer Politiker
- Talić, Dženan (* 1999), bosnischer Fußballspieler
- Talich, Václav (1883–1961), tschechoslowakischer Dirigent, Musikpädagoge und Violinist
- Taliesin, walisischer Barde
- Talihärm, Johan (* 1994), estnischer Biathlet
- Talihärm, Johanna (* 1993), estnische Biathletin
- Talijančić, Boris (* 1951), kroatischer Journalist, Zeichner, Karikaturist und Buchillustrator
- Talikizâde, osmanischer Chronist und Diwan-Sekretär
- Talinski, Johann David (* 1985), deutscher Schauspieler und Musiker
- Talio, Terrence (* 1994), papua-neuguineischer Sprinter
- Talisca (* 1994), brasilianischer FußballspielerTalisca (* 1994)
- Talisco, französischer Musiker

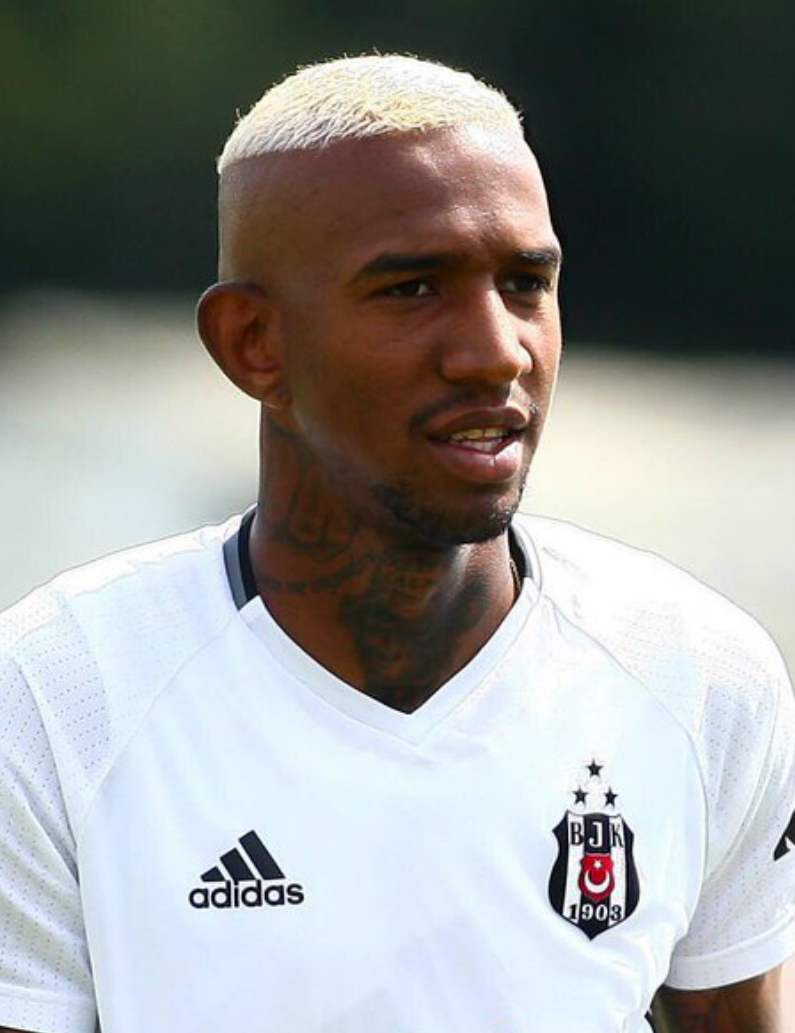
Talisca (* 1994)

- Talisman, Nomi (* 1966), israelische Filmproduzentin und Videokünstlerin
- Talisse, Robert B. (* 1970), US-amerikanischer Philosoph
- Talius, antiker römischer Toreut

### Talj
- Talja, Olavi (1925–1994), finnischer Sprinter und Mittelstreckenläufer
- Taljegård, Josefin (* 1995), schwedische Eiskunstläuferin
- Taljevic, Ifet (* 1980), deutsch-serbischer Fußballspieler

### Talk
- Talkatsch, Ala (* 1989), belarussische Biathletin
- Talke, Helga (* 1936), deutsche Autorin
- Talke, Michael (* 1965), deutscher Opern- und Theaterregisseur sowie Dramaturg
- Talkington, Jonas (* 1976), US-amerikanischer Schauspieler und Casting Director

### Tall
- Tall Sall, Aïssata (* 1957), senegalesische Rechtsanwältin und Politikerin
- Tall, Abdullah at- († 1973), jordanischer Offizier
- Tall, Chris (* 1991), deutscher Stand-up- und FilmkomikerChris Tall (* 1991)

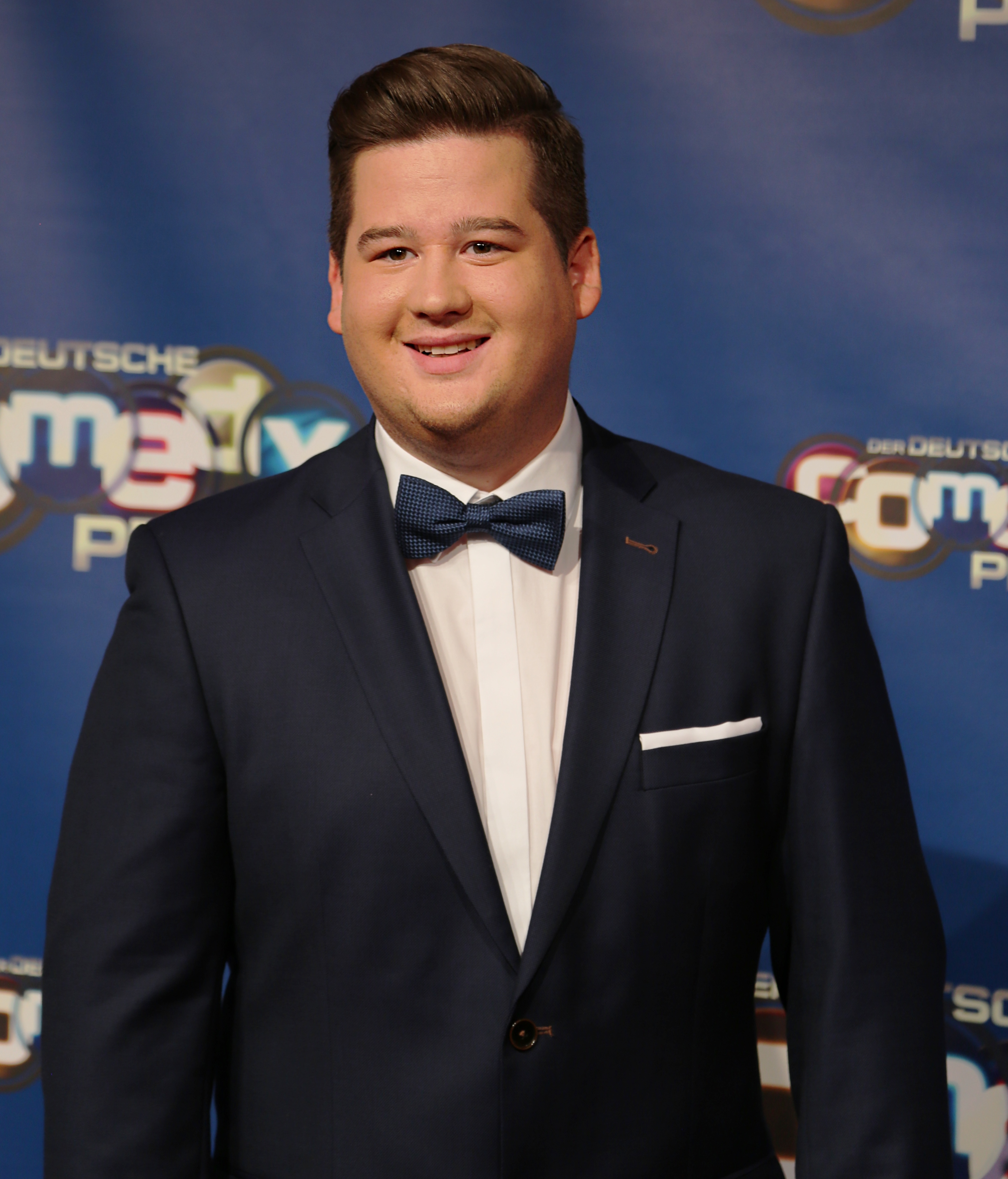
Chris Tall (* 1991)

- Tall, Mamadou (* 1982), burkinischer Fußballspieler
- Tall, Saïdou (* 1978), burkinischer Radrennfahrer
- Tall, Tom (1937–2013), US-amerikanischer Country- und Rockabilly-Musiker
- Tall, ʿUmar (1797–1864), afrikanischer Reichsgründer, muslimischer Mystiker, Prediger
- Tall, Wasfi at- (1919–1971), jordanischer Politiker, Premierminister des Königreichs Jordanien
- Talla 2XLC (* 1963), deutscher DJ und Produzent
- Talla, Vladimír (* 1973), tschechischer Schachgroßmeister
- Tallackson, Barry (* 1983), US-amerikanischer Eishockeyspieler
- Tallai, Michael (* 1967), deutscher Journalist und Verlagsmanager
- Tallaire, Sean (1973–2024), deutsch-kanadischer Eishockeyspieler
- Tallard, Camille d’Hostun de la Baume, duc de (1652–1728), französischer General und Staatsmann, Marschall von Frankreich
- Tallas, Rob (* 1973), kanadischer Eishockeytorwart und -trainer
- Tallavania, Innocenz (1868–1934), Obermagistratsrat
- Tallberg, Axel (1860–1928), schwedischer Maler und Grafiker
- Tallberg, Bertil (1883–1963), finnischer Segler
- Tallberg, Georg (* 1961), finnischer Segler
- Tallberg, Gunnar (1881–1931), finnischer Segler
- Tällberg, Per-Inge (* 1967), schwedischer Skispringer
- Tallberg, Peter (1937–2015), finnischer Segler
- Tällberg, Staffan (* 1970), schwedischer Skispringer
- Tallchief, Maria (1925–2013), US-amerikanische BalletttänzerinMaria Tallchief (1925–2013)

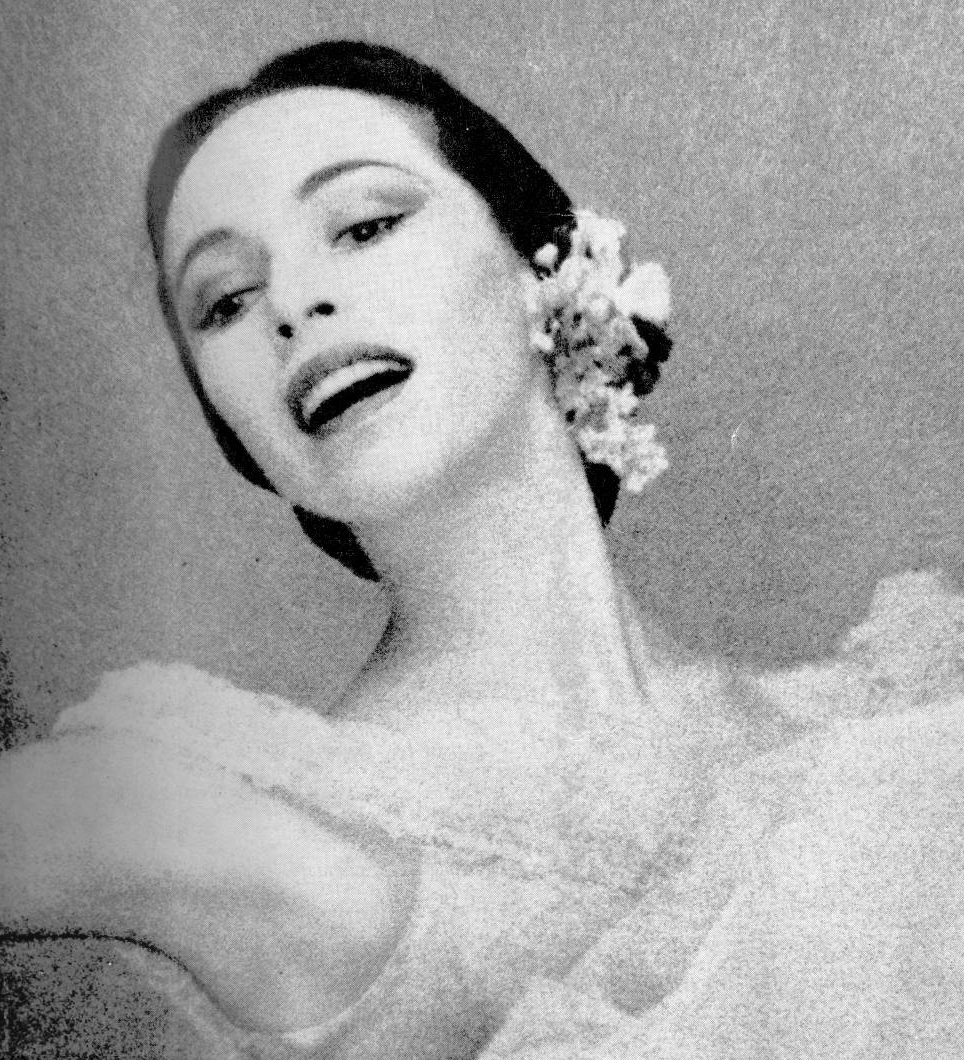
Maria Tallchief (1925–2013)

- Tallchief, Marjorie (1926–2021), US-amerikanische Balletttänzerin indianischer Herkunft
- Talle, Gottfried (1907–1932), deutscher Polizist
- Talle, Henry O. (1892–1969), US-amerikanischer Politiker
- Tallemant der Ältere, François (1620–1693), französischer römisch-katholischer Geistlicher, Kommendatarabt, Übersetzer und Mitglied der Académie française
- Tallemant, Paul der Jüngere (1642–1712), französischer Kleriker und Schriftsteller
- Tallenay, Auguste de (1795–1863), französischer Diplomat
- Tallent, Garry (* 1949), US-amerikanischer Bassist
- Tallent, Jared (* 1984), australischer Geher
- Tallents, Stephen (1884–1958), britischer Regierungsbeamter; Sekretär des Empire Marketing Board (1928–1933)
- Taller, Bernd (* 1957), deutscher Finanzwirt, Angeljournalist und Buchautor
- Taller, Josef (1787–1861), österreichischer Gutsbesitzer und Politiker, Landtagsabgeordneter
- Tallert, Alfons (1916–2006), deutscher Politiker (SPD), Bürgermeister von Bremerhaven
- Tallert, Harry (1927–1997), deutscher Politiker (SPD), MdBB, MdB
- Tallert, Kurt (* 1986), deutscher Autor und Musiker
- Talles (* 2002), brasilianischer Fußballspieler
- Tallest Man on Earth, The (* 1983), schwedischer Singer-SongwriterThe Tallest Man on Earth (* 1983)

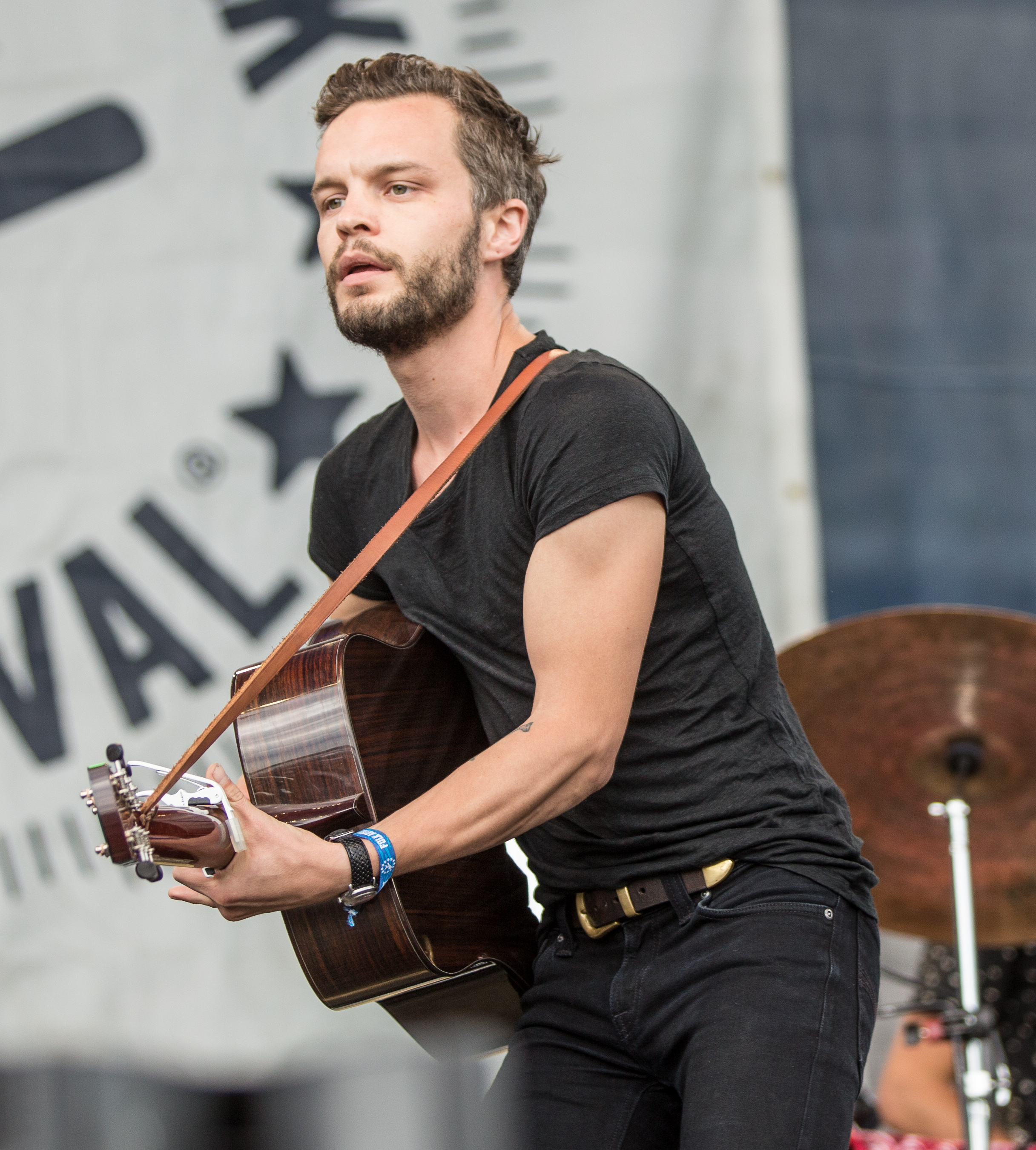
The Tallest Man on Earth (* 1983)

- Talleur, Wunibald (1901–1975), deutscher Franziskaner und Bischof in Brasilien (1947–1971)
- Talleux, Raymond (1901–1982), französischer Ruderer
- Talley, David P. (* 1950), US-amerikanischer Geistlicher, römisch-katholischer Bischof von Memphis
- Talley, James (* 1944), US-amerikanischer Country-Sänger und Songwriter
- Talley, Jeralean (1899–2015), US-amerikanische Supercentenarian
- Talley, Jill (* 1962), US-amerikanische Schauspielerin und Synchronsprecherin
- Talley, Johnny T. (* 1924), US-amerikanischer Country- und Rockabilly-Musiker
- Talley, Steve (* 1981), US-amerikanischer Schauspieler
- Talleyrand, Archambaud de (1762–1838), französischer Adeliger und Soldat
- Talleyrand, Louis Jean Charles de (1678–1757), französischer Adliger und Militär
- Talleyrand-Périgord, Alexandre Angélique de (1736–1821), französischer Bischof und Staatsmann
- Talleyrand-Périgord, Archambauld Anatole de (1845–1918), preußischer Offizier, Sportfunktionär und schlesischer Großgrundbesitzer
- Talleyrand-Périgord, Boson I. de (1832–1910), französischer Dandy
- Talleyrand-Périgord, Charles Daniel de (1734–1788), französischer Adliger und Militär
- Talleyrand-Périgord, Charles-Maurice de (1754–1838), französischer DiplomatCharles-Maurice de Talleyrand-Périgord (1754–1838)

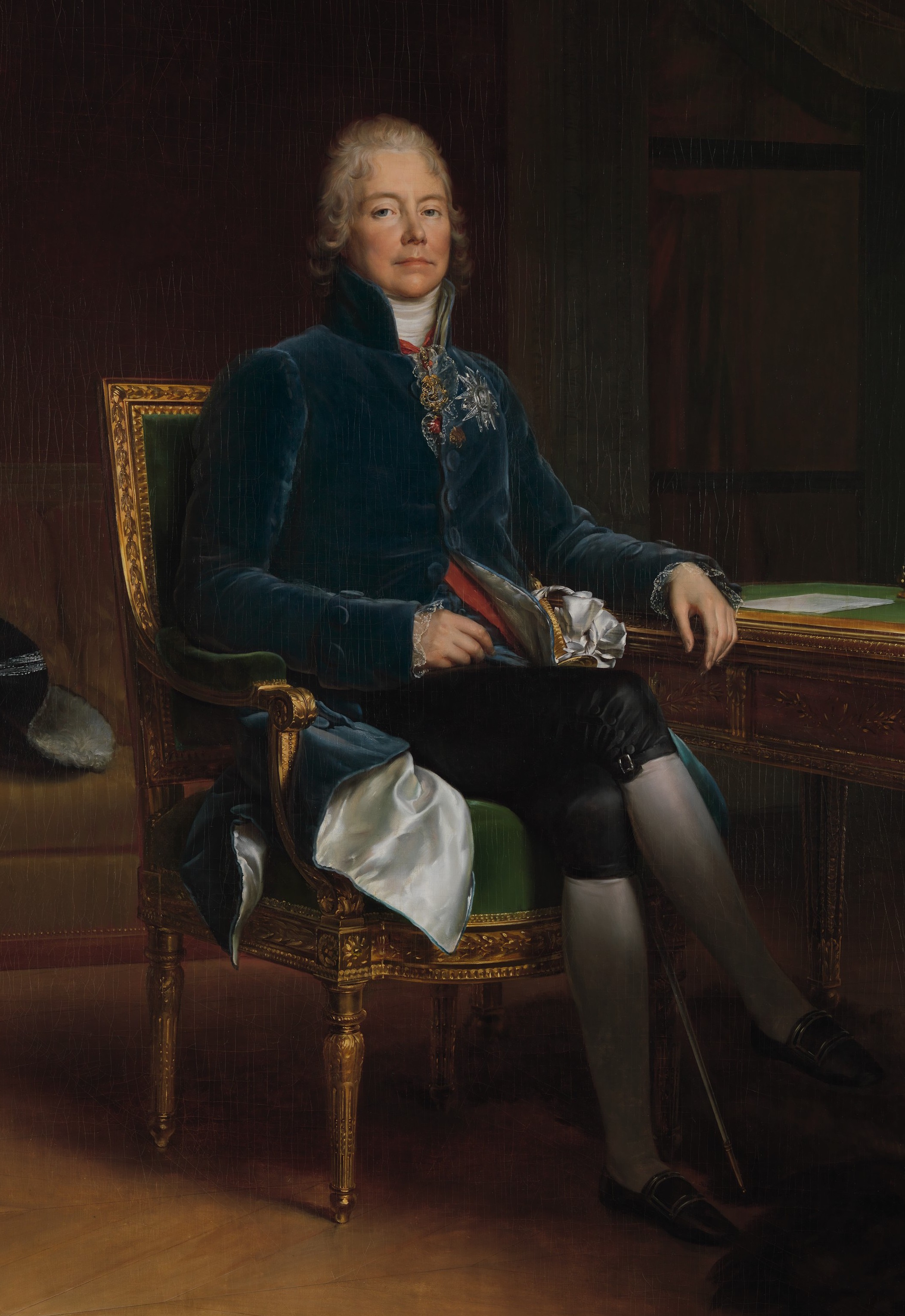
Charles-Maurice de Talleyrand-Périgord (1754–1838)

- Talleyrand-Périgord, Edmond de (1787–1872), französischer General
- Talleyrand-Périgord, Gabriel Marie de (1726–1797), französischer Adliger und Militär
- Talleyrand-Périgord, Hélie Charles de (1754–1829), französischer Adliger und Militär
- Talleyrand-Périgord, Hélie de (1301–1364), französischer Kardinal
- Talleyrand-Périgord, Hélie de (1859–1937), französischer Adliger
- Talleyrand-Périgord, Henri de (1599–1626), französischer Adliger und Verschwörer
- Talleyrand-Périgord, Louis Napoleon de (1811–1898), französischer Aristokrat, Soldat und Politiker
- Talleyrand-Périgord, Marie-Jeanne de (* 1747), französische Hofdame
- Tallgren, Aarne Michaël (1885–1945), finnischer Prähistoriker
- Tallhem, Sören (* 1964), schwedischer Kugelstoßer
- Tallián, Béla (1851–1923), ungarischer Politiker und Ackerbauminister
- Tallichet, Margaret (1914–1991), US-amerikanische Schauspielerin
- Tallien, Jean Lambert (1767–1820), französischer Revolutionär
- Tallig, Erik (* 2000), deutscher Fußballspieler
- Tallinder, Henrik (* 1979), schwedischer Eishockeyspieler
- Tallinn, Jaan (* 1972), estnischer Computerprogrammierer und Investor
- Tallis, Frank (* 1958), britischer Klinischer Psychologe, Essayist und Autor von Kriminalromanen
- Tallis, George (1869–1948), australischer Theaterunternehmer
- Tallis, Thomas († 1585), englischer KomponistThomas Tallis († 1585)

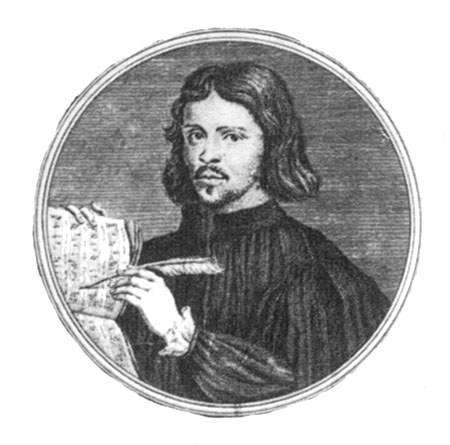
Thomas Tallis († 1585)

- Tallitsch, Tom (* 1974), US-amerikanischer Musiker (Tenorsaxophon, Klarinette, Piano, Komposition)
- Tallmadge, Benjamin (1754–1835), US-amerikanischer Politiker
- Tallmadge, Frederick A. (1792–1869), US-amerikanischer Jurist und Politiker
- Tallmadge, James (1778–1853), US-amerikanischer Rechtsanwalt und Politiker
- Tallmadge, Nathaniel Pitcher (1795–1864), US-amerikanischer Politiker
- Tallman, Henry (1806–1885), US-amerikanischer Anwalt und Politiker
- Tallman, Kenneth L. (1925–2006), US-amerikanischer Offizier, Generalleutnant der US Air Force
- Tallman, Kensington (* 2008), US-amerikanische Schauspielerin
- Tallman, Patricia (* 1957), US-amerikanische Schauspielerin und StuntwomanPatricia Tallman (* 1957)

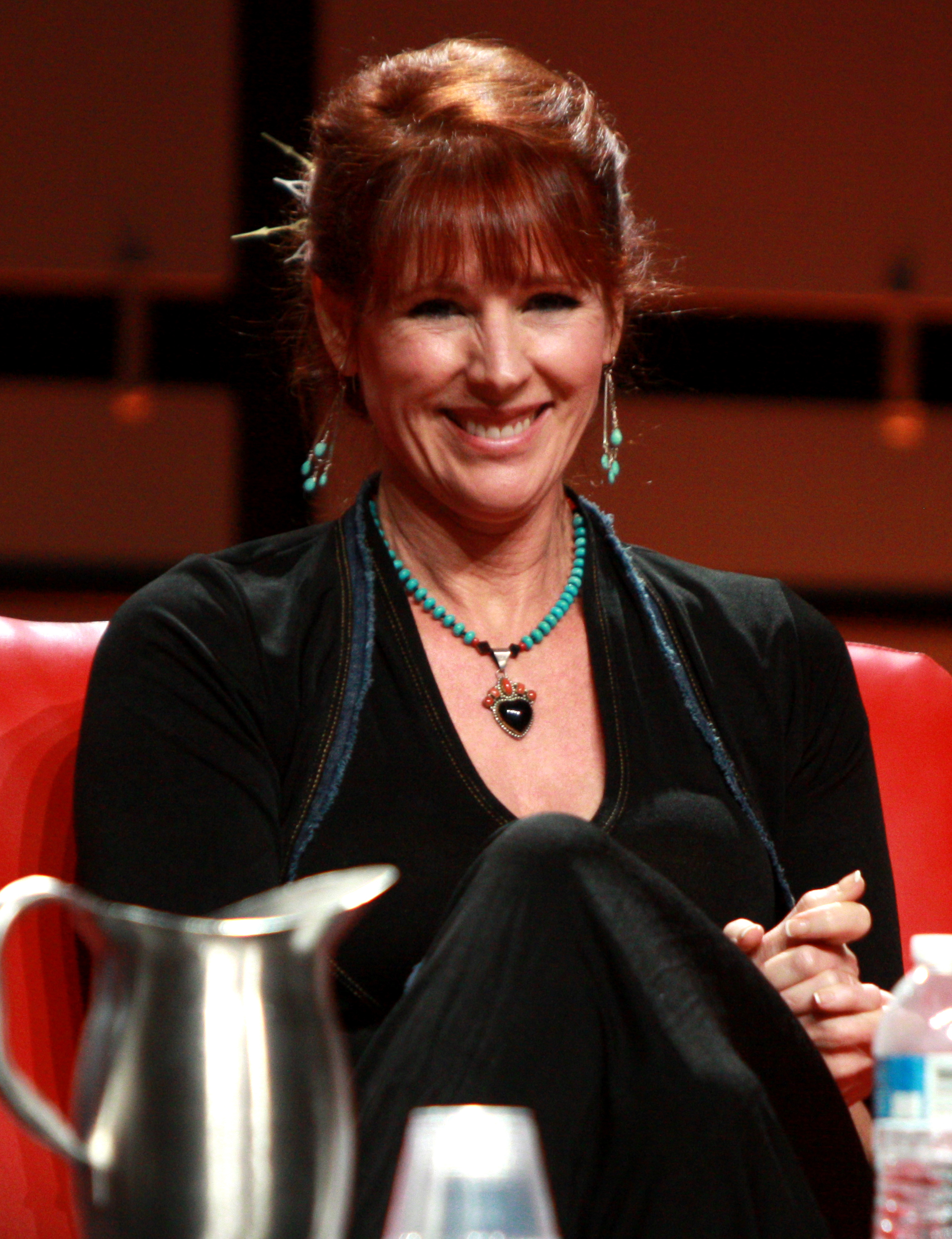
Patricia Tallman (* 1957)

- Tallman, Peleg (1764–1840), US-amerikanischer Politiker
- Tallman, Warren (1921–1994), US-amerikanischer Literaturwissenschaftler
- Tallo, Eugen, slowakischer Basketballspieler
- Tallon, Dale (* 1950), kanadischer Eishockeyspieler und -funktionär
- Tallon, Robin (* 1946), US-amerikanischer Politiker
- Tallon, Roger (1929–2011), französischer Industrie- und Produktdesigner
- Tallone, Cesare (1853–1919), italienischer Maler
- Tallourd, Henri († 2006), französischer Jazz- und Unterhaltungsmusiker
- Tallroth, Roger (* 1960), schwedischer Ringer und Trainer
- Tallski, Albert (* 1977), deutsch-polnischer Schauspieler, Filmregisseur und Drehbuchautor
- Tallus, Jaakko (* 1981), finnischer Nordischer Kombinierer
- Tally, Mirjam (* 1976), estnische Komponistin
- Tally, Ted (* 1952), US-amerikanischer Drehbuchautor

### Talm
- Talma, François-Joseph (1763–1826), französischer Schauspieler
- Talma, Sape (1847–1918), niederländischer Mediziner
- Talmácsi, Gábor (* 1981), ungarischer Motorradfahrer
- Talmadge, Constance (1898–1973), US-amerikanische Schauspielerin der Stummfilmzeit
- Talmadge, Eugene (1884–1946), US-amerikanischer Politiker und mehrfacher Gouverneur von Georgia
- Talmadge, Herman (1913–2002), US-amerikanischer Politiker
- Talmadge, Natalie (1896–1969), US-amerikanische Schauspielerin der Stummfilmzeit
- Talmadge, Norma (1894–1957), US-amerikanische Schauspielerin der Stummfilm- und frühen TonfilmzeitNorma Talmadge (1894–1957)

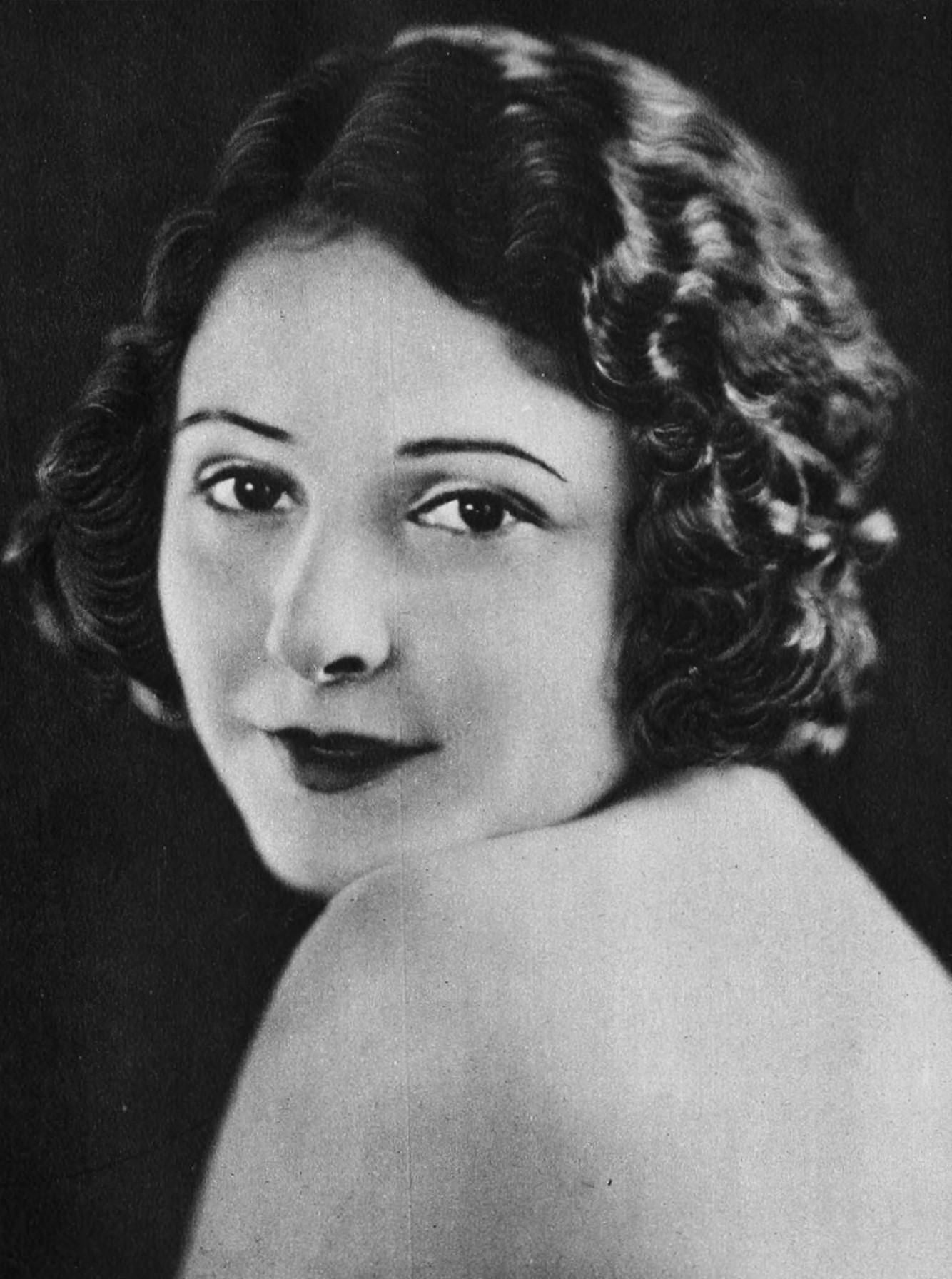
Norma Talmadge (1894–1957)

- Talmage, Algernon (1871–1939), britischer impressionistischer Maler, Grafiker und Kunstpädagoge
- Talmai, biblische Person
- Talman, Feiga (1914–1944), polnisch-jüdische Widerstandskämpferin
- Talman, Paul (1932–1987), schweizerischer Maler, Bildhauer, Objektkünstler und Designer
- Talman, Stefi (* 1958), Schweizer Schuhdesignerin
- Talman, Theodor (1895–1944), deutscher Fechter
- Talman, William (1650–1719), englischer Architekt
- Talman, William (1915–1968), US-amerikanischer Schauspieler
- Talmar, Herta (1920–2010), österreichische Operetten- und Opernsängerin (Sopran) sowie Schauspielerin
- Talmasani, Umar at- (1904–1986), ägyptischer Führer der ägyptischen Muslimbruderschaft
- Talmberg, Johann Franz Christoph von (1644–1698), römisch-katholischer Geistlicher und Bischof von Königgrätz
- Talmeyr, Maurice (1850–1933), französischer Journalist und Schriftsteller
- Talmi, Alon (1914–2001), israelischer Chemiker
- Talmi, Igal (* 1925), israelischer theoretischer Kernphysiker und Hochschullehrer
- Talmi, Leon (1893–1952), Mitglied des Jüdischen Antifaschistischen Komitees
- Talmi, Yoav (* 1943), israelischer Dirigent, Pianist und Komponist
- Talmi-Šarruma, König von Ḫalpa
- Talmi-Teššub, König von Karkemiš
- Talmon Groß, Heinrich (1882–1945), deutscher Gewerkschafter, Gemeinderat, SPD-Mitglied und Opfer des NS-Regimes
- Talmon, Jacob (1916–1980), polnischer jüdisch-orthodoxer Professor für zeitgenössische Geschichte an der Universität von Jerusalem
- Talmon, Shemaryahu (1920–2010), israelischer Hochschullehrer
- Talmon, Stefan (* 1965), deutsch-britischer VölkerrechtlerStefan Talmon (* 1965)

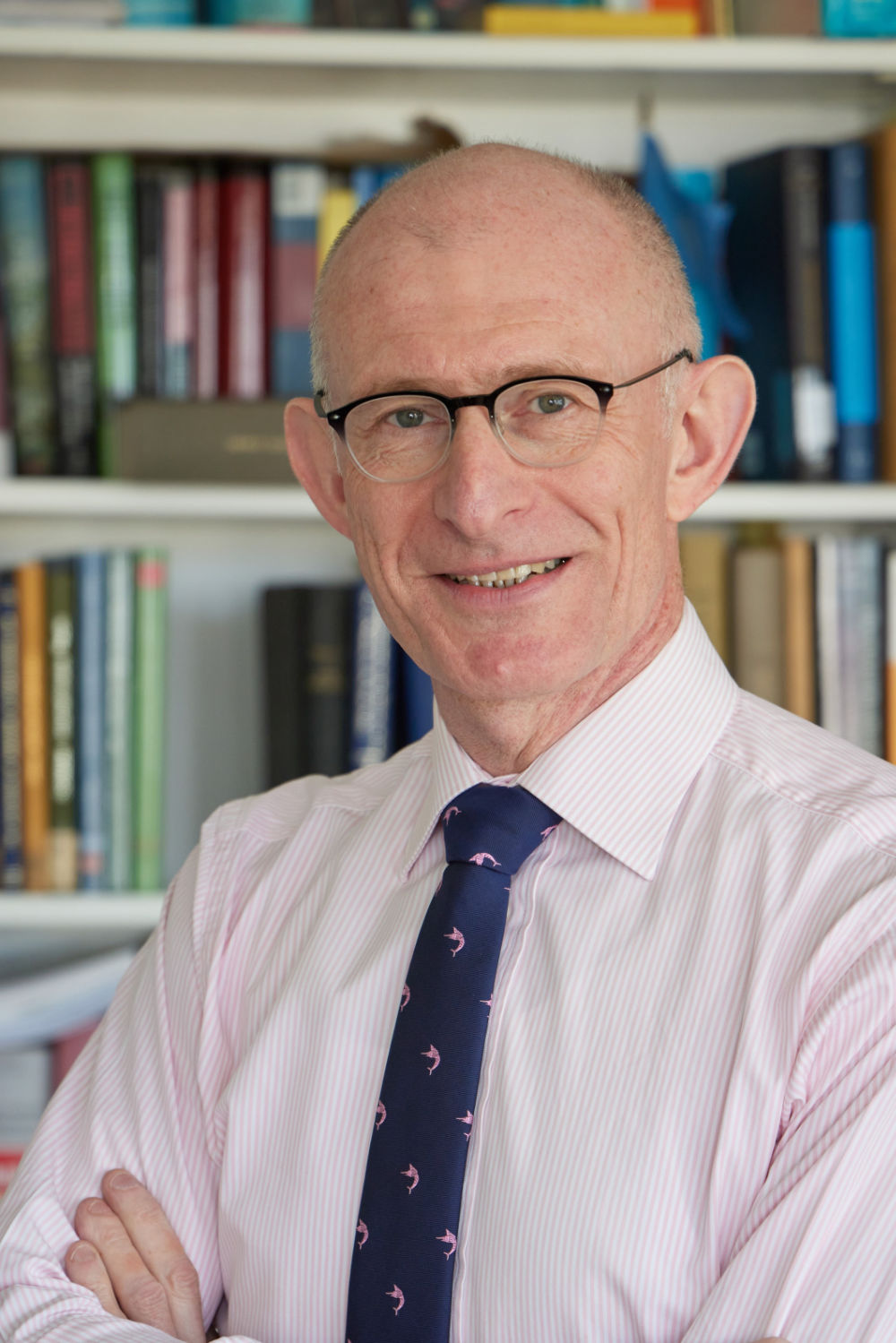
Stefan Talmon (* 1965)

- Talmon, Tal (* 1983), israelische Schauspielerin
- Talmont, Leonard (* 1956), litauischer Politiker
- Talmor, Ohad (* 1970), israelischer Jazzsaxophonist, Komponist und Arrangeur
- Talmud, Blanche, US-amerikanische Tänzerin, Choreographin und Tanzpädagogin
- Talmy, Leonard, US-amerikanischer Linguist, Professor für Linguistik und Philosophie
- Talmy, Shel (1937–2024), US-amerikanischer Musikproduzent

### Taln
- Țălnar, Cornel (* 1957), rumänischer Fußballspieler und -trainer

### Talo
- Talò, Francesco Maria (* 1958), italienischer Diplomat
- Talo, Mateus dos Santos, osttimoresischer Beamter und Politiker
- Talochon, Marie-Vincent (1753–1817), französischer Chirurg
- Taloikwai, Phyllis, salomonische Leitende Beamtin
- Talon, Jean (1625–1694), französischer Kolonialbeamter und Intendant der Kolonie Neufrankreich
- Talon, Patrice (* 1958), beninischer Unternehmen und PolitikerPatrice Talon (* 1958)

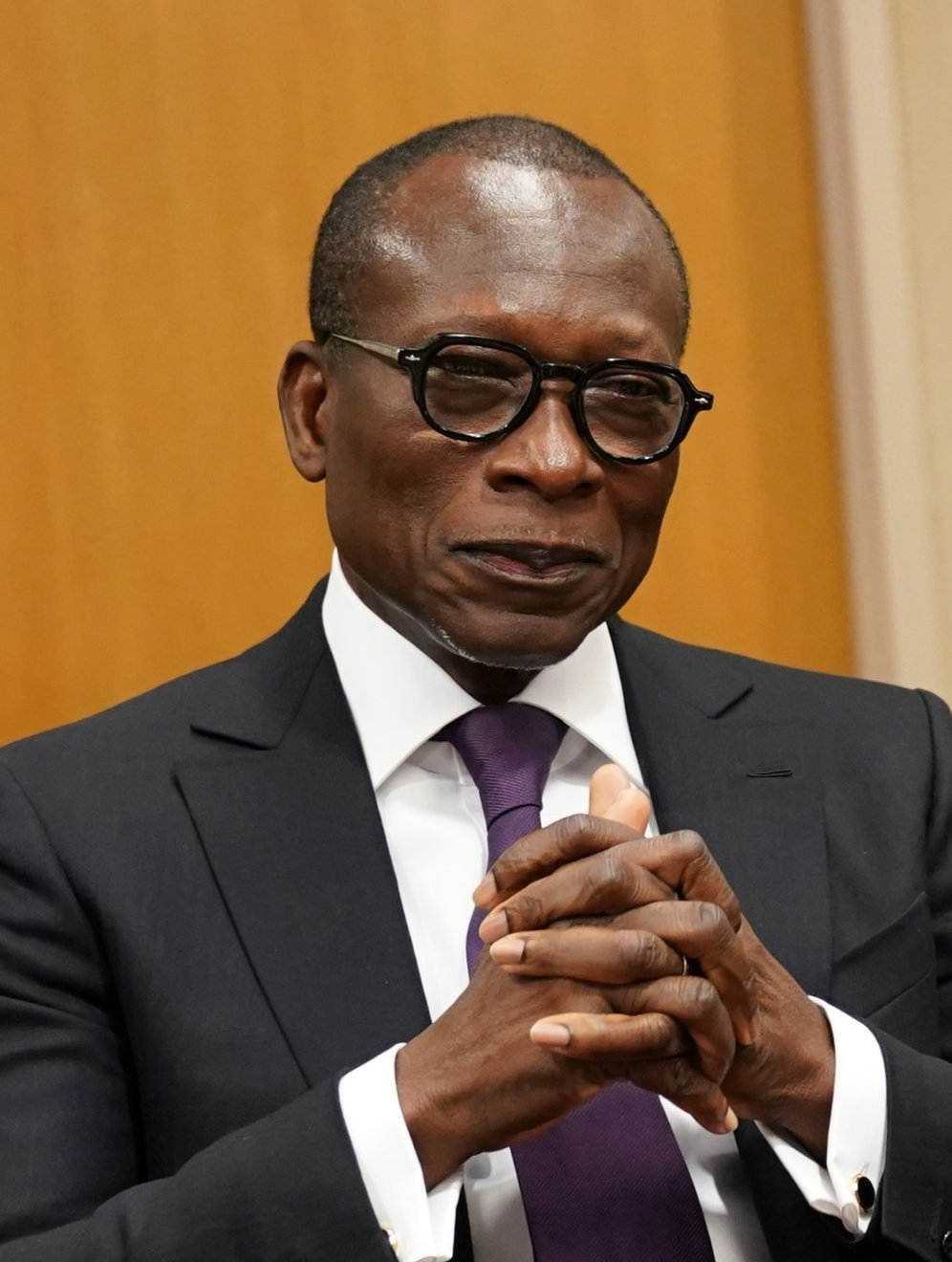
Patrice Talon (* 1958)

- Talon, Zoé (1785–1852), Mätresse des französischen Königs Ludwig XVIII.
- Talonen, Sanna (* 1984), finnische Fußballspielerin
- Talore, Brandy (* 1982), US-amerikanische Pornodarstellerin
- Taloș, Elena (* 1995), rumänische Dreispringerin und Mehrkämpferin
- Tálos, Emmerich (* 1944), österreichischer Politikwissenschaftler
- Tálosi, Szabina (* 1989), ungarische Fußballspielerin
- Talotti, Alessandro (1980–2021), italienischer Leichtathlet
- Talowjerow, Maksym (* 2000), ukrainischer Fußballspieler

### Talp
- Talpoș, Luminița (* 1972), rumänische Langstreckenläuferin
- Talpová, Hana (* 1938), tschechische Schauspielerin

### Tals
- Talşik, Müslüm (* 1996), türkischer Fußballspieler
- Talsky, Ron (1934–1995), US-amerikanischer Kostümbildner

### Talt
- Taltabull i Balaguer, Cristòfor (1888–1964), katalanischer Komponist und Musikpädagoge
- Taltavull i Anglada, Sebastià (* 1948), spanischer Geistlicher und römisch-katholischer Bischof von Mallorca
- Talton, Alix (1920–1992), US-amerikanische Schauspielerin
- Talts, Jaan (* 1944), sowjetischer Gewichtheber und estnischer Funktionär
- Talts, Rahel (* 1996), estnische Jazzmusikerin (Piano, Komposition)
- Talty, Stephan (* 1960), US-amerikanischer Autor

### Talu
- Talu, Deren (* 1996), türkische Schauspielerin
- Talu, Eren (* 1957), türkischer Fußballspieler
- Talu, Naim (1919–1998), türkischer Bankier, Politiker und Premierminister der Türkei
- Talucci, Rocco (* 1936), italienischer römisch-katholischer Geistlicher und emeritierter Erzbischof von Brindisi-Ostuni

### Talv
- Talvard, Bernard (* 1947), französischer Florettfechter und Olympiasieger
- Talve, Ilmar (1919–2007), estnischer Schriftsteller, Literaturwissenschaftler und Ethnograph
- Talvela, Martti (1935–1989), finnischer Opernsänger (Bass)
- Talvela, Paavo (1897–1973), finnischer General der Infanterie
- Talvest, Mai (1909–2001), estnische Schriftstellerin
- Talvet, Jüri (* 1945), estnischer Dichter, Übersetzer und Literaturwissenschaftler
- Talvet-Mustonen, Malle (* 1955), estnische Diplomatin und Übersetzerin
- Talvi, Ernesto (* 1957), uruguayischer Ökonom
- Talvik, Artur (* 1964), estnischer Politiker, Filmproduzent und Drehbuchschreiber
- Talvik, Heiti (1904–1947), estnischer Dichter
- Talvio, Maila (1871–1951), finnische Schriftstellerin
- Talvitie, Juho (* 2005), finnischer Fußballspieler

### Talw
- Talwani, Manik (1933–2023), indisch-US-amerikanischer Geophysiker
- Talwinski, Igor (1907–1983), polnischer Maler

### Taly
- Talyani, Adnan at- (* 1964), Fußballspieler aus den Vereinigten Arabischen Emiraten
- Talych, Juri Witaljewitsch (* 1990), russischer Naturbahnrodler
- Talyschewa, Tatjana Andrejewna (* 1937), sowjetische Weitspringerin und Hürdenläuferin
- Talysina, Anastassija Eduardowna (* 1999), russische Schauspielerin
- Talysina, Walentina Illarionowna (1935–2025), sowjetische bzw. russische FilmschauspielerinWalentina Illarionowna Talysina (1935–2025)

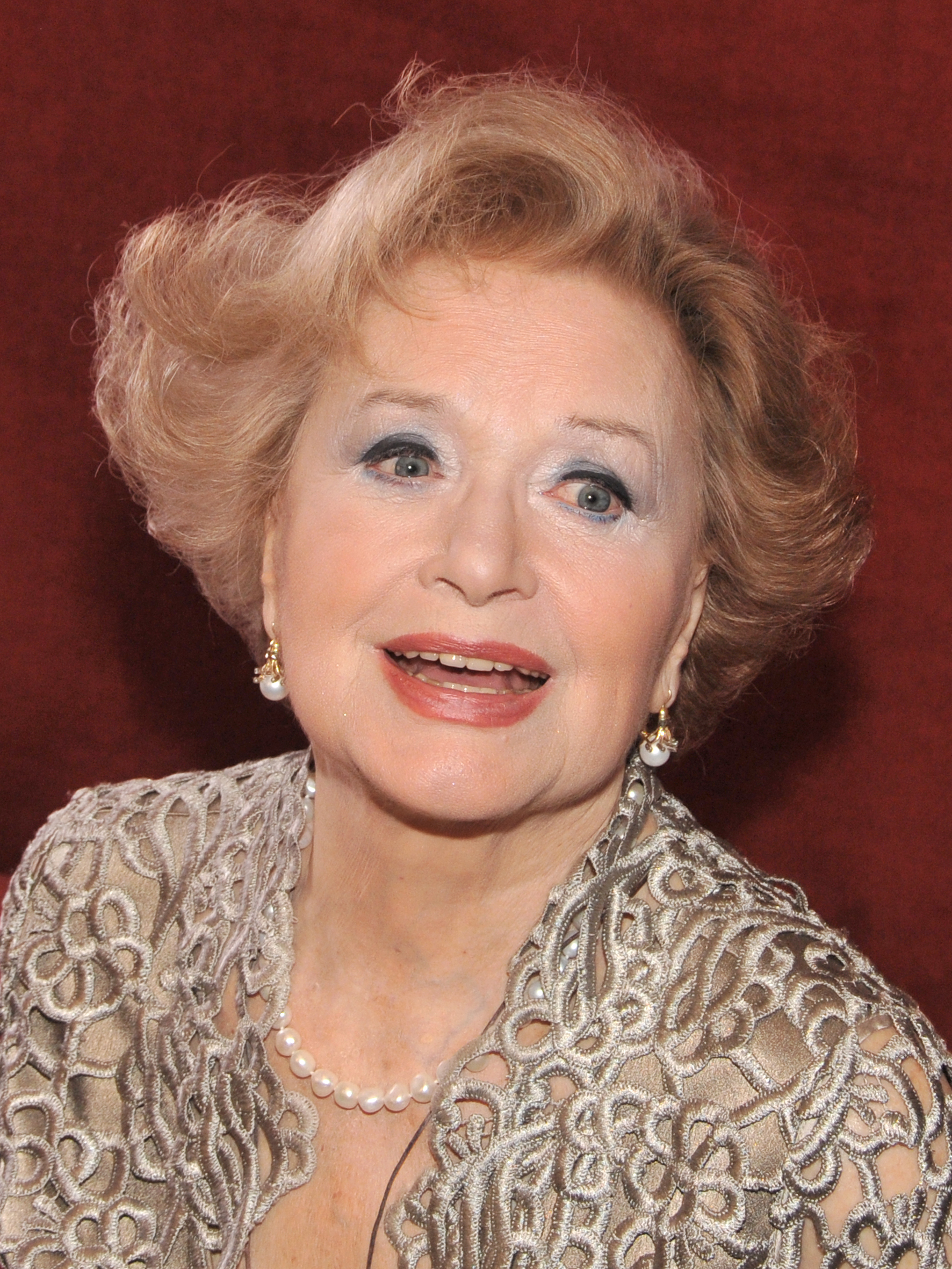
Walentina Illarionowna Talysina (1935–2025)